# 皮亚奥泽尔斯基
皮亚奥泽尔斯基（羅馬化：Pyaozerskiy）是俄罗斯卡累利阿共和国的市级镇，属洛乌希区，位于图赫卡湖（Тухка）北岸，在区行政中心洛乌希西南、共和国首府彼得罗扎沃茨克西北方。附近有帕纳耶尔维国家公园。
1973年建立定居点。该地2021年人口有1,564人；2010年人口2,098；2002年人口2,603；1989年人口2,632。